# 街頭殺手
《街頭殺手》是導演趙鷺江執導的一部武俠片。 

## 劇情大綱
清朝末年。国际俱乐部内，勾结洋人的黑社会头目玉面虎陪同俄国大使在看京戏《十八罗汉斗悟空》。只见台上众罗汉与悟空翻滚追逐。突然，铁猴子扮的悟空飞身一跃到众罗汉顶上，一声号令，众罗汉一齐倒下，冲向玉面虎想刺杀他。但洋打手开枪射击，铁猴子无奈抱住受伤失明的罗汉之一金父脱身逃走。
阿金为寻找离家多年的父亲来到城里，遇到了在街上闲逛的小春、小倩，他俩谎说认识他的父亲，原来他们只是想骗顿饭吃。铁猴子与金父在教堂相见，金父诉说自己弃家不顾无颜回家的痛苦。铁猴子劝慰他，并答应帮助他照顾妻儿。
玉面虎为对付铁猴子，且独霸一方，做起了贩卖军火的生意，他计划购进一批西洋武器。在堆木场上将要举行一场军火交易时，铁猴子下手击毙了军火商，小春、小倩却偷偷将装有军火的汽车开走了。在场的金父被玉面虎抓走。为了营救金父，铁猴子乔装成军火商的弟弟，智激玉面虎将金父带出。逃走时，金父为掩护铁猴子被玉面虎杀害。
在教堂里，铁猴子终于与阿金相见。为报父仇，阿金决定与铁猴子一起战斗。小春、小倩将军火送给玉面虎以图俱乐部总管和歌星的职位。但他们备受凌辱，终于认识到自己的错误，开始协助阿金、铁猴子偷走军火。在偷运过程中他们不幸被玉面虎发现，小倩被打死，阿金、铁猴子、小春激愤之余，联手对付玉面虎，铁猴子舞动布条将玉面虎缠住，小春用网罩将其罩住，拿燃烧瓶引火烧之，玉面虎终被烧死。

## 演員
- 鐵猴子：甄子丹
- 老金：午馬
- 玉面虎：张建利
- 小春：劉耕宏
- 小倩：何洲蓉
- 阿金：原文慶
- 山熊：周比利